# 朝鲜半岛刀剑

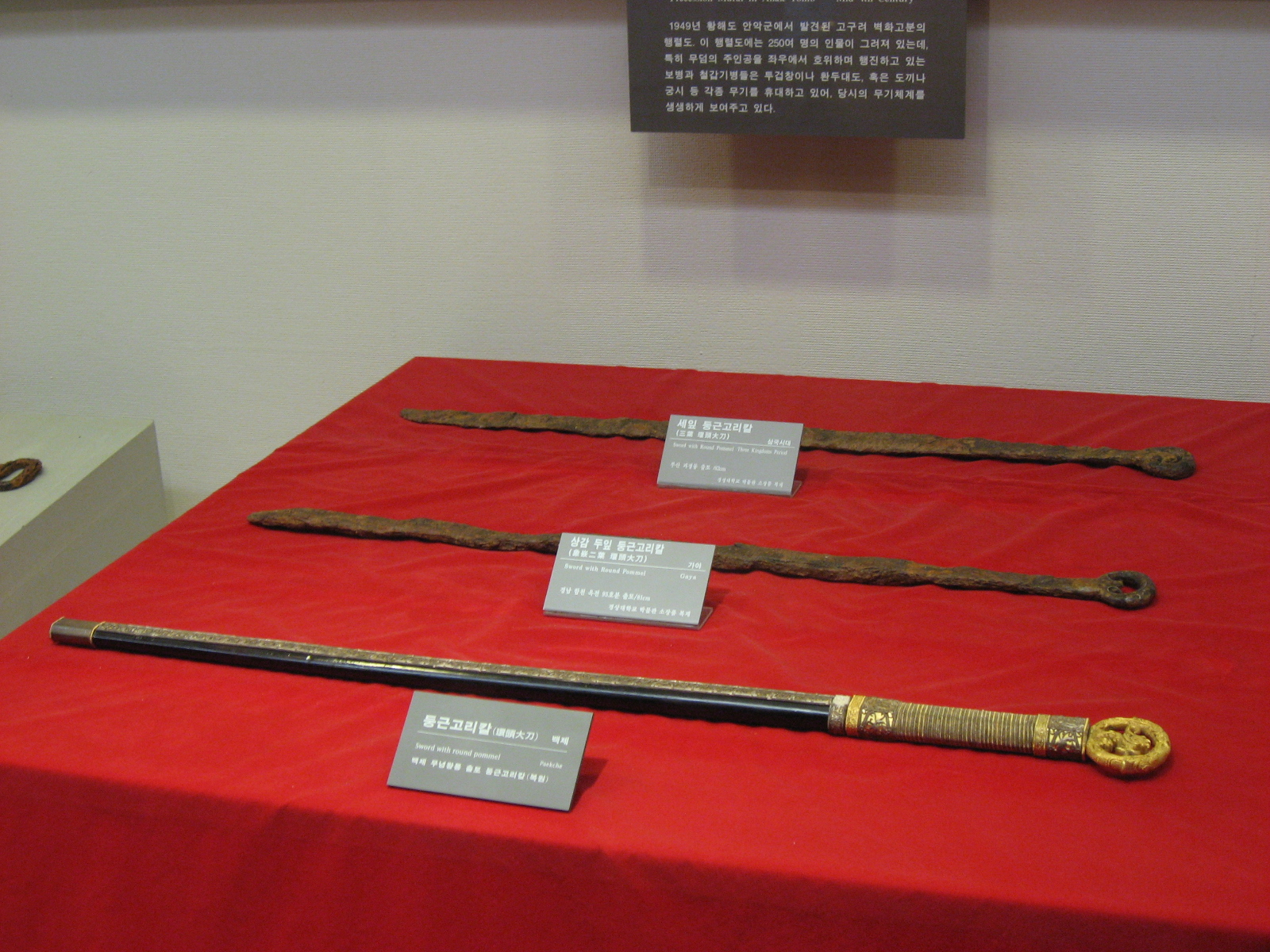
朝鲜三国时代的剑一般都有环首。更精致的剑的环上有龙或凤凰的图像

数千年来，朝鲜半岛刀剑和剑术在朝鲜半岛军事史上占据着中心地位。尽管典型的朝鲜陆战发生在宽阔的山谷和狭窄的山口，有利于使用长枪和弓箭， 但是刀剑被用作的近身肉搏的武器，尤其是在围城和攻城战期间以及船对船的跳帮行动中发挥更重要的作用。更高质量的仪仗剑通常是为军官保留的，作为指挥部队的权威象征。直至今日，韩国政府仍向军官授予礼剑。 
朝鲜半岛以单刃还是双刃为标准区分刀与剑。  剑是双刃武器，刀是单刃武器；尽管存在例外情况。一般来说，所有的剑都可以称为剑（：／）。
朝鲜半岛铸剑的历史始于青铜时代的青铜匕首，现有的文物可以追溯到公元前 10 世纪至公元前 9 世纪。在青铜时代晚期，铁的使用与青铜的使用并存。由于弥生时代日本列岛的青铜时代和铁器时代同时开始，因此朝鲜半岛领域对铁的使用可以推测是在同一时期开始的。
传统朝鲜半岛刀剑在现代的稀有性使其极具价值，博物馆和收藏家的需求量很大。

## 历史

### 早期剑

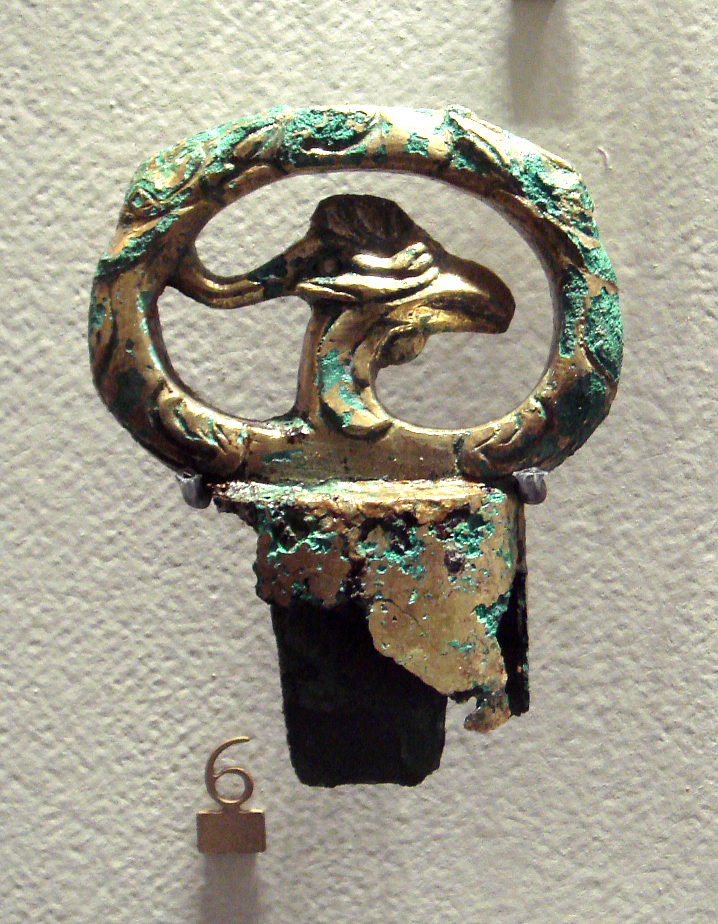
新罗时代剑柄

剑生产的证据可以追溯到青铜时代晚期到铁器时代早期（约公元前一世纪）的过渡时期，在庆尚南道发现了青铜剑的陶器模具。 
最早的朝鲜半岛刀剑类型是所谓的环头大刀（：／），流行于 1 至 6 世纪。直到三世纪，这些剑都非常罕见，大概是为皇室保留的。在 4 世纪后期和 5 世纪期间，它们变得更加容易大规模制作，并且在这一时期的许多高级坟墓中都发现了它们。它们的产量在六世纪有所下降。
到三国时代末期（即公元450年及以后），炼钢技术已经自中国传入（中国南北朝时期），并且也被所有三个朝鲜半岛王国（新罗、百济、高句丽）用于刀剑的制造。2013年，在庆尚北道庆州金冠塚墓中的一把5世纪的剑上发现了汉字铭文。剑鞘上刻有“尒斯智王Yisaji-wang ”字样。 
朝鲜三国时期的长剑主要由骑兵和指挥官（通常也是骑马的）使用，而不是步兵。此时的陆战主要由步行的长矛兵和弓箭手、使用双手弓的骑射手以及使用双刃剑的骑兵组成。剑并不是所有战斗的主要武器，而是主要用于突袭、防御攻击和近距离战斗。刀片很重，因为它们主要由青铜和后来的铁制成，刀柄经常带有旋钮并用作平衡或用于非常近距离的作战。短剑可能被用于后续攻击，因为短剑携带者的装甲很重。
在高丽王朝期间，高丽对外出口了数量有限的刀剑。自 1259 年结束的六次蒙古入侵后，高丽作为蒙古附庸归顺后，剑制造更可能受到蒙古和中国武器制造的影响。

### 朝鲜时期

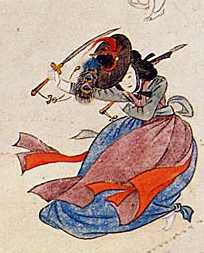
舞剑的妓生画（ 申润福 ，1805）

朝鲜王朝时期（15世纪至19世纪），官方推广谚文、压制佛教以支持理学。与新儒家哲学相伴的是对艺术、文学和学术追求的日益重视，而武术追求和训练（仍然被认为是必要的）在社会地位上下降了。
刀剑的生产主要用于军事和礼仪用途。除这些目的之外的私人所有权主要限于富人和/或有政治影响力的阶级成员，而平民的拥有往往引起当局的怀疑。礼剑有多种类型。这些剑类型包括jingeom（陣劍）和inggeom（虎剑），按照传统，它们只能在特定时间锻造。其中最高等级的“四虎剑”和可能的“四龙剑”（已不存在）是为君主保留的，并且只能在每 12 年 的2 小时时间内制作。较低等级的剑 - i-jingeom，sam-jingeom，i-ingeom，sam-inggeom（二龙，三龙，二虎，三虎） - 可以更频繁地制造。
由于只考虑使用优质钢材来锻造军用剑，铁匠生产的数量甚至对于自己的军队来说也是有限的（大多数步兵使用矛、戟和远程武器，例如弩和复合弓，而剑通常由军官、法官和骑兵使用）。此外，由于武器制造通常致力于生产军用/政府使用的武器，并受到政府当局的密切监督限制，因此朝鲜人（军人和平民）进口刀剑的情况并不少见，这些刀剑通常来自日本著名的剑匠。
朝鲜生产的供军队和执法官员使用的剑包括“提督剑”和“本国剑” （这些剑既指剑的风格，也指剑刃战斗的风格）。刀片是单刃的，通常在6英尺（180 cm）之间长；然而，某些提督剑可以达到90至120厘米的长度 （虽然尚不清楚李舜臣剑的样式，但据信他挥舞着这个尺寸的剑）。
万历朝鲜之役（1592-1598）期间，受日本刀剑的影响，剑刃长度为90 cm（35英寸）的環刀或更多出现。

## 刀剑类型

### 介绍
Geom （검；剑）在韩语中是“剑”的意思；它通常用于双刃剑，但也适用于单刃剑。 Yedo （예도；锐刀）是单刃剑的专用术语。
朝鲜半岛刀剑的元素包括： geomjip或剑鞘，最常见的是漆； hyuljo或 fuller（大多数真正的刀剑没有 fuller）； Hwando Magi或项圈；锄或衣领； kodeungi或护手；环形设计的鞍头；流苏；圆而宽的剑卫，或直莲花的设计。 

### 类型名称
Do 和 Geom 存在许多不同类型， 从许多国家发现的非常简单的形式，到仅在韩国发现的非常独特和艺术的设计。
- Jikdo，字面意思是“直剑”。 [8]
- Janggeom（장검；长剑）：字面意思是“长剑”。
- Jinum，字面意思是“真剑”。通常用来表示用于战斗的刀片，而不是用于仪式或精神目的的刀片。
- Changpogeom，一种以菖蒲植物（韩语为changpo ）命名的剑。这把剑的设计反映了植物的设计，双面刀片逐渐变细，尖端狭窄。
- Hwandudaedo （환두대도；环头大刀）或“环首剑”是三国时代使用的一种单刃剑。
- 剑是“剑”的通用术语，但更具体地说，也指一种较短的直刃双刃剑，剑尖有些钝，这将这种武器与中国的剑区别开来。作为身份的象征而不是武器，吉姆刀的刀鞘和握把以及刀刃上经常有大量的装饰。 [9]
- Do ，通常被称为Hwando或“军用剑”，是一把单刃剑，一直到 19 世纪都被用作韩国士兵的随身武器。有时被称为“短剑”，相对于较大尺寸的双手Sangsoodo，其长度为24至34英寸（61至86 cm）可与双手日本武士刀相媲美，后者可能是 Ssangsoodo 的灵感来源。朝鲜关于临津战争（1592-1598）的记录《惩戒书》中发现的报告指出，在战斗中使用的日本刀只需修剪刀柄的长度就可以立即投入使用。 Do由碳钢锻造而成，具有单刃弯曲刀片、剑护罩和通常由木材制成的握把。早期的练习中， Do被挂在一根绳子上（7 月），并有一个简单的金属挂钩，可以让士兵迅速丢弃他的刀鞘。在后来的实践中，剑被悬挂在腰带或腰带上，但保留了一个简单的金属快速释放夹。 [9]
- 双刀刀（쌍수도；手册）是一把双手单刃剑，在 16 世纪末和 17 世纪初期仅在有限的时间内使用。中国文学和历史都将其作为亚洲大陆武器的采用归因于戚继光将军（1528-1588），据说他在中国南方的征战中俘虏了倭寇海盗。戚继光在他的手册《练兵实纪》中描述了这把剑，并建议将其用作中国北部边境防御的一部分。由于齐将军的另一本著名训练手册《纪效新书》被用于朝鲜军队的改造，因此这种武器受到了高度推荐。朝鲜人也没有忽视日本士兵在最近的冲突中以及他们自己与倭寇的经历中使用过的超大刀剑。齐将军打算用马车或拔出对方武器的个人携带双索多进行战斗，双索多的总长度为6英尺（180 cm）, 2英尺（61 cm）其中是握把，另外2英尺（61 cm）手柄前方，用黄铜或铜包裹。毫无疑问，剑的长度和重量，以及使用它所需的高水平训练，使得剑作为朝鲜武库的常见部分是不切实际的。值得注意的是，明朝在自己的军队中加入了这种武器，但在大约 50 年后落入满族侵略者之手。 [10]
- 协刀（Hyup Do）或“矛剑”见于第三卷第七章。虽然通常被认为是日本薙刀风格的长柄武器，但Muyedobotongji的文本提到“手柄大约有4英尺（120 cm） ....重约4磅（1.8） .....本书中的插图是根据Mubiji和日本Jang Do修正的。它们是相同的。”可以合理地得出结论，协岛更接近日本的长卷。 [11]

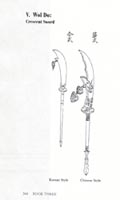
朝鲜月刀 (左) 与其对应的中国刀 (右)

- * Woldo (월도; 月刀) 是一种有刃的长柄武器，就像它的中国对应物药印刀一样，通常在刀脊上的突出部分装饰有流苏或羽毛，以帮助挥舞武器的人识别刀片的中心质量。根据Muyedobotongji的说法，“手柄的长度为6.4英尺（200 cm） ；刀片长度为2.8英尺（85 cm） 。重量约3.15磅（1.43） 。” [12]
- Ssangdo 或 Ssanggeom（쌍도；双刀；쌍검：双剑）字面意思是“双剑”。它可以是双长剑或双短剑。这些技术也可以在马背上使用，称为“Masang sanggeom”。朝鲜骑兵以在马背上使用双剑技术而闻名，同时在马背上保持优雅的平衡。双龙剑是装在一个剑鞘中的双剑。剑鞘的宽度是原来的两倍，因为它需要空间来容纳第二把剑。剑的长度从3至4英尺（91至122 cm）不等 。通常这些剑是双刃的，并且完全由铁制成（包括剑鞘）。
- Hyeopdo (협도; 侠刀) 这也是一种大型月牙刀，与“Pudao”类似，但更宽更厚。刀片末端附有流苏。
- Hwando（환도）：这是一把严格用单手使用的单刃短剑。这是朝鲜时代许多士兵的常用佩枪。
- Unggeom（웅검）：这是一把单刃长剑，用一只或两只手使用。这是朝鲜时代许多士兵的另一种常见配枪。
- 三角刀（삼각도；三角刀）：三角刀是最近使用的用于切割垫子的剑的术语。剑的横截面呈三角形；因此得名三角刀（意思是三棱剑）。
- 对于学习剑术或剑法/剑术的武术学生来说，最常使用练习木剑或木剑；然后是用碳化竹或竹岛制成的；最后是压缩海绵，单刃或双刃，有或没有血槽。现代剑和刀的陪练通常使用塑料刀片。
- Chilseonggeom（칠성검；七星剑）：这把剑的名字翻译为“七星剑”，它可以是单刃的，也可以是双刃的。它主要因其佛教修行者的使用而闻名。几乎所有这些剑的剑刃上都刻有星座（通常是北斗七星，尽管任何 7 个星团的描绘并不罕见）。
- Sainchamsageom：这把剑的名字字面意思是“四大虎剑”。这是一把用于斩妖除魔和萨满教仪式的礼仪剑。 [13] Ingeom（虎剑）通常具有相同的设计，但强度不同。都是按照虎年、月、周、日、时制作的。 [13]其他例子包括 sam-ingeom 或“三虎剑”和 i-ingeom 或“二虎剑”。[需要解释]
- 三精刀（삼정도；三精刀）是国防部每年授予新晋升的韩国军事将领的剑。
- 七枝剑是百济国王下令铸造的奇特标本。有一种理论认为，这是一把赠送给日本天皇的礼物的剑。在挖掘过程中没有发现刀片的手柄，也没有发现刀片的刀鞘。

## 剑法

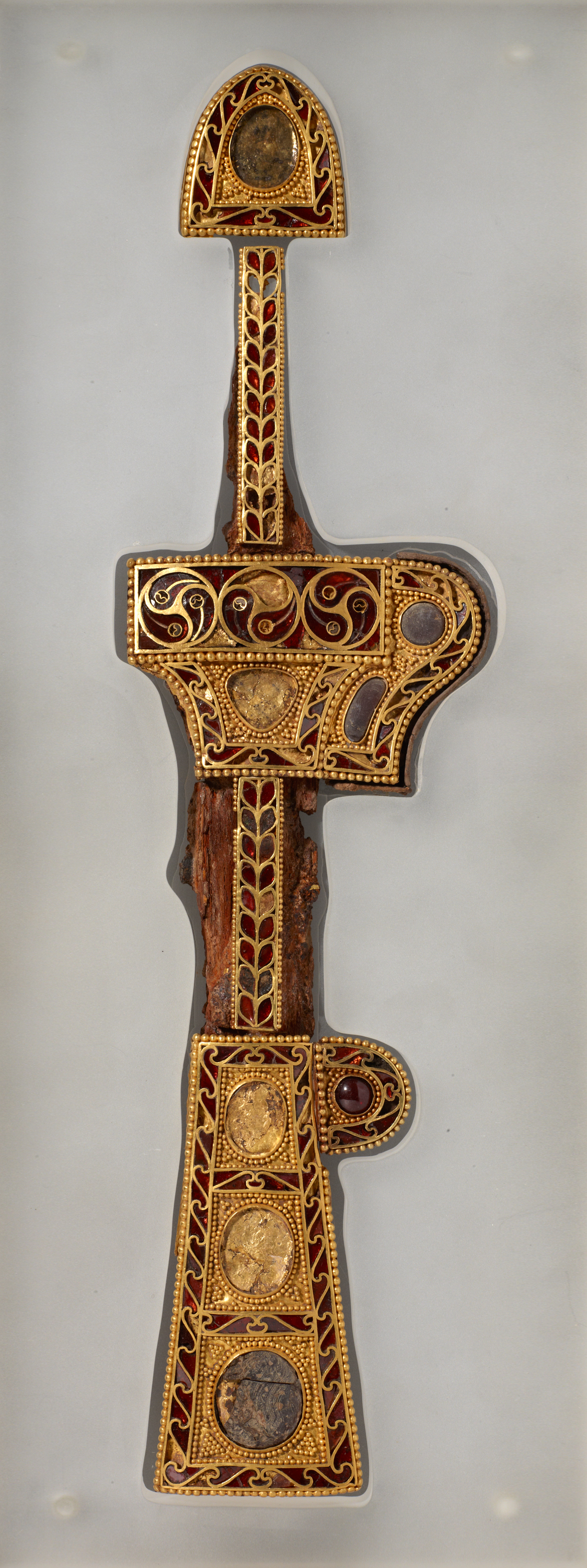
新罗时期制造的装饰剑

对韩国剑作为武器系统的研究通常被称为“Geom Beop ”（字面意思是“剑法”）
在朝鲜时期，剑也根据使用者和用途而划分等级。这些剑中的最高等级被称为别云剑（별운검：别云剑），字面意思是“别云剑”。只有两把这样的剑存在，由国王的两名侍卫挥舞，他们总是站在国王的两侧，并拥有云剑（운검：云剑）的贵族头衔。  （页面存档备份，存于）
剑圣大师：
- 据说金庾信将军被众神赐予了一把刻剑和圣书，并帮助新罗统一了朝鲜。他最著名的儿子金元述是三国末期与唐朝军队作战的著名剑客。
- 卓俊庆是高丽文官和剑客，因在 1104 年女真入侵中的功绩而闻名。
- 白東脩是一位剑客和武术家，因保护朝鲜正祖免遭暗杀，成为英雄。他最著名的作品是《武藝圖譜通志》 。

## 当代剑
直到20世纪90年代中期，韩国的剑术才恢复到可与朝鲜时代相媲美的水平。海东阵剑 (해동진검; 海东阵剑) 是现代剑的新词，代表韩国剑术的“复兴”。
目前，韩国的刀剑所有权受到限制（在韩国历史上的其他时期，私人武器所有权在文化上是不受欢迎的，并且在很大程度上受到限制，特别是在朝鲜时代和日本占领时期 - 尽管这两个时期的原因不同），而且刀剑数量很少。尽管对剑拥有的限制以及对武装武术的社会偏好挥之不去（至少可以追溯到朝鲜时代），但实用剑术在民间团体中正在小幅复兴，击剑再次引起了韩国大学的兴趣。